# Asota silvandra
Asota silvandra là một loài bướm đêm trong họ Erebidae.